# Сятищки ботанически музей на Планинарското дружество
Сятищкият ботанически музей на Планинарското дружество (на гръцки: Βοτανικό Μουσείο της Σιάτιστας) е музей в град Сятища, Гърция.

## История
Музеят отваря врати в 1989 година в резултат на усилията Планинарското дружество в Сятища да събере и покаже разнообразието от растителен и животински свят в планината Червена гора (Вуринос) и да образова хората за грижата за околната среда. Музеят временно е прехвърлен в пансиона „Ципос“, докато тече реновацията на сградата, в която традиционно се помещава – гимназията „Трабадзис“, която пострадва при земетресение.
В музея има 700 цветя и растения, излжени като фотографии или изсушени, 500 редки пеперуди и много влечуги от планината Червена гора.
- Колекция от пеперуди
- Колекция от редки цветя
- Колекция от влечуги